# 11427 Willemkolff
11427 Willemkolff è un asteroide della fascia principale. Scoperto nel 1960, presenta un'orbita caratterizzata da un semiasse maggiore pari a 3,1654885 UA e da un'eccentricità di 0,0867024, inclinata di 5,47857° rispetto all'eclittica.